# 윈터폴
윈터폴은 대한민국의 음악 그룹이다. 2018년 싱글 [짐승들의 숲]으로 데뷔했다.

## 방송
- 락쿵 (2022) - Top47

## 음반
- 짐승들의 숲 (2018)
- 민낯의 시대 (2018)
- 고작 (2018)
- 간절기 (2018)